# Conselleria de Presidència i Agricultura, Pesca, Alimentació i Aigua de la Generalitat Valenciana
La Conselleria de Presidència i Agricultura, Pesca, Alimentació i Aigua del Consell de la Generalitat Valenciana és un departament o conselleria amb les competències en matèria de secretariat del Consell, relacions amb les Corts, representació i defensa en judici i assessorament en dret de la Generalitat, Administració local, transparència i participació ciutadana, agricultura, ramaderia, pesca, alimentació i recursos hídrics.
Es tracta d'una conselleria creada a la 8a legislatura de l'etapa autonòmica després d'agrupar en aquesta dues conselleries actualment desaparegudes: la Conselleria de Presidència i la Conselleria d'Agricultura, Pesca, Alimentació i Aigua.
Actualment el conseller de Presidència i Agricultura, Pesca, Alimentació i Aigua és José Císcar Bolufer.

## Estructura orgànica
La Conselleria de Presidència i Agricultura, Pesca, Alimentació i Aigua de la Generalitat Valenciana queda estructurada en els òrgans superiors següents:
- Secretaria Autonòmica de Presidència
- Secretaria Autonòmica d'Agricultura, Pesca, Alimentació i Aigua

L'estructura orgànica de la Conselleria de Presidència i Agricultura, Pesca, Alimentació i Aigua de la Generalitat Valenciana és:
Secretaria Autonòmica de PresidènciaAssumix les funcions que li atribuïx l'article 68 de la Llei 5/1983, de 30 de desembre, del Consell, en matèria de secretariat del Consell, relacions amb les Corts, coordinació general de la política legislativa del Consell, defensa en judici i assessorament en dret de la Generalitat, administració local, participació ciutadana i xarxes socials.
Direcció General del Secretariat del Consell i Relacions amb les CortsAssumix les funcions en matèria de secretariat del Consell, relacions amb les Corts, Diari Oficial de la Comunitat Valenciana, publicacions de la Generalitat, Registre d'Òrgans Col·legiats, els registres d'Activitats i de Béns i Drets Patrimonials d'Alts Càrrecs i el Registre de Convenis de la Generalitat.
Direcció General de l'Advocacia General de la GeneralitatAssumix les funcions d'assistència jurídica establides en la Llei 10/2005, de 9 de desembre, de la Generalitat, d'Assistència Jurídica a la Generalitat.
Direcció General d'Administració LocalExercirà les funcions relatives a l'estudi, l'informe i la resolució dels assumptes referits al règim jurídic, personal, organització, béns i serveis de les entitats locals i organització territorial.
Direcció General de Participació CiutadanaAssumix les funcions en matèria de participació social i ciutadana, suport als col·lectius de valencians residents fora del País Valencià, suport a les cases regionals i federacions d'associacions d'altres comunitats autònomes a la del País Valencià, i xarxes socials.
Secretaria Autonòmica d'Agricultura, Pesca, Alimentació i AiguaAssumix les funcions que li atribuïx l'article 68 de la Llei del Consell en matèria de foment i garantia agrària, política agrària comuna, desenvolupament rural, investigació agrària, programes operatius, empreses agroalimentàries, cooperativisme agrari, producció i comercialització agrària; ramaderia i pesca, ordenació del sector pesquer i programes operatius en l'àmbit mencionat, protecció, qualitat, innovació i tecnologia agroalimentària, relacions amb la Unió Europea en les esmentades matèries, així com recursos hídrics.
Direcció General de Producció Agrària i RamaderiaAssumix les funcions en matèria d'infraestructures agràries, investigació agrària, experimentació, capacitació i transferència tecnològica, política agrària comuna, protecció agroalimentària, i ramaderia.
Direcció General d'Empreses Agroalimentàries i Desenvolupament RuralAssumix les funcions en matèria d'augment del valor afegit dels productes agrícoles, ramaders i forestals, empreses agroalimentàries, cooperativisme agrari, comercialització, estratègia territorial rural i estructures agràries.
Direcció General de l'AiguaAssumix les funcions en matèria de planificació, gestió i protecció de recursos hídrics, projectes d'infraestructures hidràuliques urbanes i de regadiu del País Valencià, construcció i explotació d'infraestructures hidràuliques, planificació i gestió de les conques internes del País Valencià, modernització de regadius, reutilització i estalvi de l'aigua, control i protecció de la qualitat de l'aigua i autorització d'abocaments.

## Històric de competències
Des del 7 de desembre de 2012 i fins al 12 de juny de 2014, la Conselleria de Presidència i Agricultura, Pesca, Alimentació i Aigua de la Generalitat Valenciana tenia assignades les competències en matèria de secretariat del Consell, relacions amb les Corts, representació i defensa en judici i assessorament en dret de la Generalitat, Administració local, participació ciutadana, agricultura, ramaderia, pesca, alimentació i recursos hídrics.
A partir del 12 de juny de 2014, la Conselleria de Presidència i Agricultura, Pesca, Alimentació i Aigua de la Generalitat Valenciana assumeix també les competències en matèria de transparència.

## Històric de l'estructura orgànica
El 20 de desembre de 2013 s'efectuen els següents canvis en l'estructura orgànica:
- La Secretaria Autonòmica de Presidència perd les funcions en matèria de:
  - relacions amb la Unió Europea, l'Estat i altres comunitats autònomes; aquestes són assumides per la Secretaria Autonòmica d'Organització, Coordinació i Relacions Institucionals, la qual depén de Presidència de la Generalitat Valenciana.
  - promoció institucional, imatge institucional de la Generalitat, televisió, radiodifusió i continguts; aquestes són assumides per la Secretaria Autonòmica de Comunicació, la qual depén de Presidència de la Generalitat Valenciana.
  - les delegacions del Consell; aquestes són suprimides.

- La Direcció General de Relacions amb la Unió Europea passa de la Secretaria Autonòmica de Presidència (que depén de la Conselleria de Presidència i Agricultura, Pesca, Alimentació i Aigua) a la Secretaria Autonòmica d'Organització, Coordinació i Relacions Institucionals (que depén de Presidència de la Generalitat Valenciana).

- La Direcció General de Promoció Institucional passa a denominar-se Direcció General de Relacions Informatives i Promoció Institucional. Orgànicament passa de dependre de la Secretaria Autonòmica de Presidència (que depén de la Conselleria de Presidència i Agricultura, Pesca, Alimentació i Aigua) a la Secretaria Autonòmica de Comunicació (que depén de Presidència de la Generalitat Valenciana).

## Històric de càrrecs
- Secretaria Autonòmica de Presidència i Advocacia General de la Generalitat:
  - Cristina Macías Martín (14 desembre 2012[7] -)

- Secretaria Autonòmica d'Agricultura, Pesca, Alimentació i Aigua i Direcció de l'Agència Valenciana de Foment i Garantia Agrària:
  - Joaquín Vañó Gironés (14 desembre 2012[7] -)

- Subsecretaria:
  - Jesús Marí Farinós (14 desembre 2012[7] -)

- Direcció General del Secretariat del Consell i Relacions amb les Corts:
  - Marta Martí Arador (14 desembre 2012[7] -)

- Direcció General de l'Advocacia General de la Generalitat:
  - Emilio Torrejón Puchol (14 desembre 2012[7] -)

- Direcció General de Relacions amb la Unió Europea:
  - María Victoria Palau Tàrrega (14 desembre 2012[7] - 14 juny 2013[8])

- Delegació del Consell a Alacant:
  - Juan de Dios Navarro Caballero (14 desembre 2012[7] - 14 juny 2013[8])

- Delegació del Consell a Castelló: 
  - Joaquín Borrás Llorens (14 desembre 2012[7] - 14 juny 2013[8])

- Delegació del Consell a València: 
  - Rafael Soler Vert (14 desembre 2012[7] - 14 juny 2013[8])

- Direcció General d'Administració Local:
  - Vicente Saurí Martí (14 desembre 2012[7] -)

- Direcció General de Promoció Institucional: 
  - Salvadora Ibars Sancho (- 26 octubre 2012[9], 14 desembre 2012[7] - 1 març 2013[10])

- Direcció General de Participació Ciutadana:
  - María Barrios Hermida (14 desembre 2012[7] -)

- Direcció General d'Empreses Agroalimentàries i Desenvolupament Rural:
  - Marta Valsangiacomo Gil (14 desembre 2012[7] -)

- Direcció General de l'Aigua: 
  - José Alberto Comos Guillém (14 desembre 2012[7] -)